# Massacre de Celaya
Le massacre de Celaya est survenu le 23 mai 2022 lorsque onze personnes ont été tuées lors d'une fusillade à l'hôtel Gala de Celaya, dans le Guanajuato, au Mexique.

## Massacre
Vers 22 heures, une quinzaine d'hommes armés cagoulés ont pris d'assaut l'hôtel Gala à Celaya et ont tiré plus de 50 fois sur le personnel et les invités, tuant dix personnes et en blessant cinq autres. Ils auraient lancé des cocktails molotov, incendié l'établissement et attaqué au moins deux bars à proximité. Huit femmes et trois hommes sont morts, dont une à l'hôpital. Les agresseurs auraient laissé un message sur un morceau de carton faisant référence à des groupes criminels organisés.